# Amorphoscelis naumanni
Amorphoscelis naumanni es una especie de mantis de la familia Amorphoscelidae.

## Distribución geográfica
Se encuentra en Afganistán.